# МіГ-29М

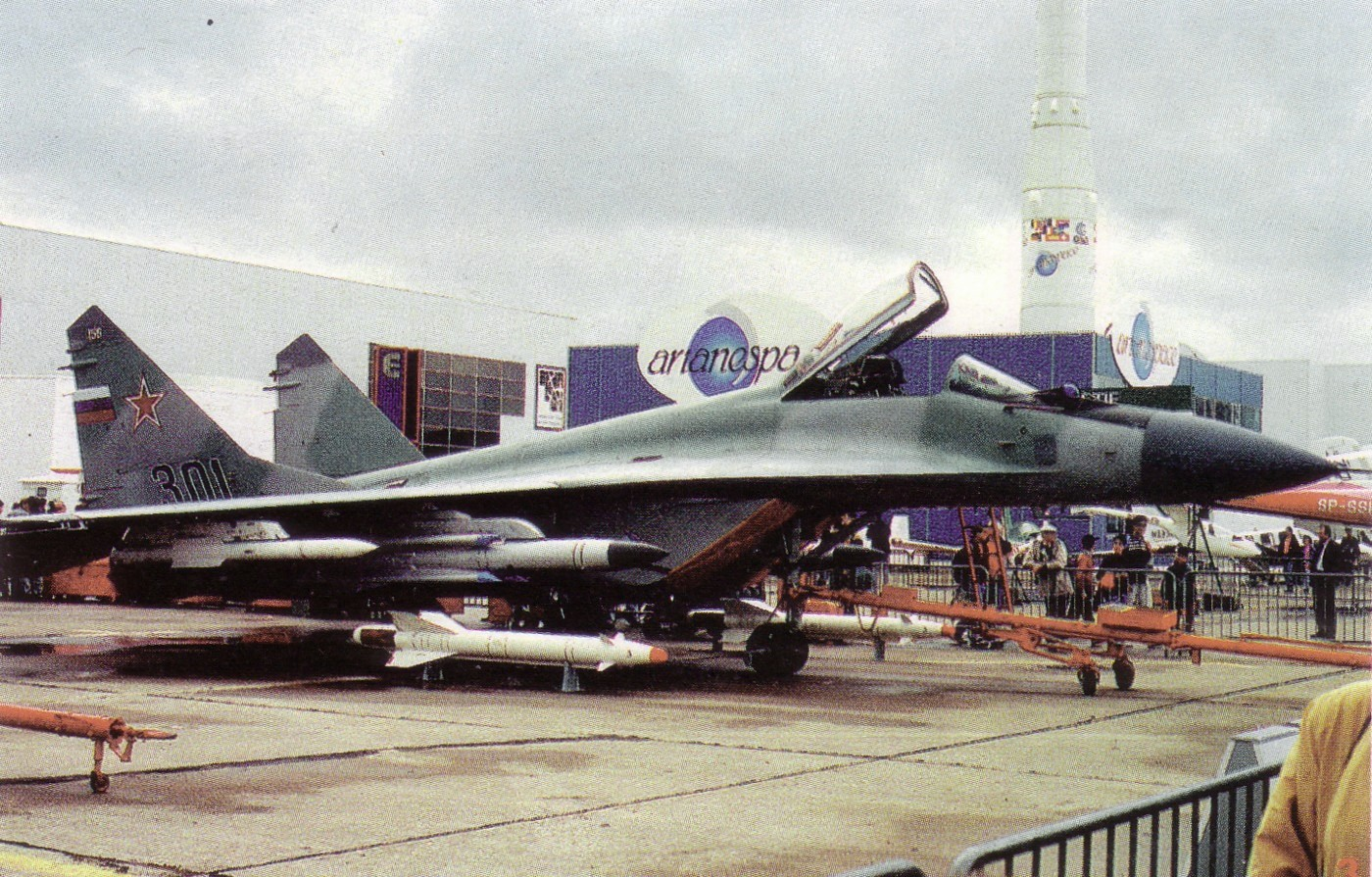
МіГ-29М

МіГ-29М (МіГ-33, «9-15», за кодификацією НАТО: Fulcrum-E) — радянський/російський багатоцільовий винищувач. Є подальшим розвитком фронтового винищувача МіГ-29.

## Опис літака
У конструкції планера МіГ-29М, в порівнянні з МіГ-29, відсутні верхні повітрозабірники, від сторонніх предметів двигуни захищені решітками. Наплив крила гострий, розмах елеронів був збільшений, система електро-дистанційного керування аналогова з 4-кратним резервуванням, що підвищує бойову живучість літака. Площа гальмівного щитка близько 1 м ². Гальмівний парашут площею 17 м ² замінений двома парашутами площею 13 м ² кожен, що знизило довжину пробігу при посадці.
У конструкції повітрозабірників двигунів, гальмівного щитка, кілів і крил застосовані композитні матеріали. Обсяг палива порівняно з МіГ-29 збільшився на 1500л.
Управління літаком здійснюється без відриву рук від ручок управління. Реалізована система «HOTAS» Встановлено станцію активних перешкод, є 120 ІК-пасток на фюзеляжі. Також був покращений огляд з кабіни.
Можлива підвіска 4 керованих ракет класу «повітря-повітря» Р-27ЕР (раніше — 2) з дальністю стрільби 130 км.
Конструкція:
- 20% — алюмінієво-літієвий сплав «1420»
- 25% — сталь
- 27% — алюміній
- 3% — титан
- 8% — композитні матеріали

Ресурс планера — 2500 годин, ресурс двигунів 1200—1400ч.
Маса палива +2550 л, загальний запас +1500 л (на місці стулок ВЗД.) (6000 — 6250 л)

## Галерея

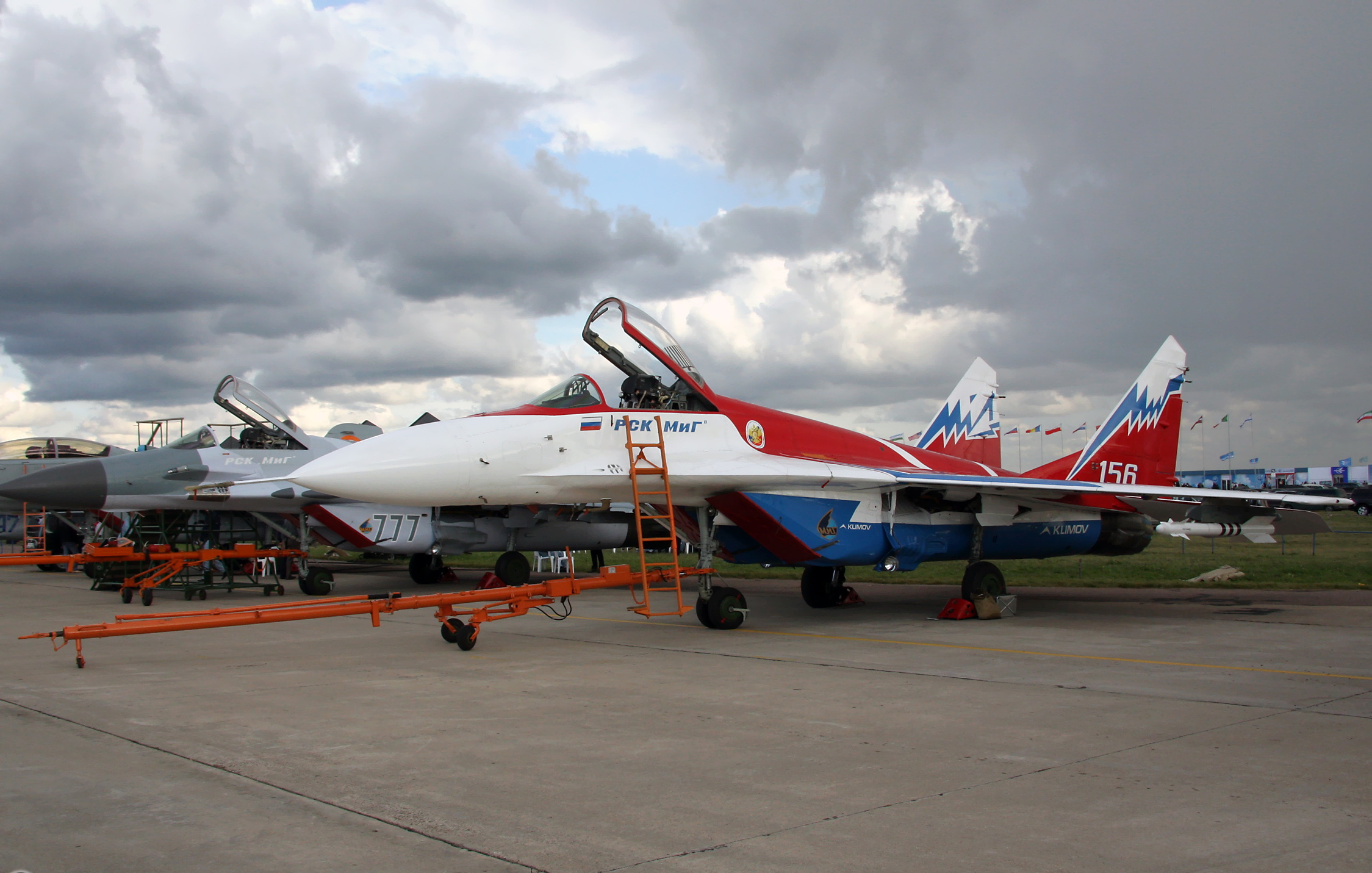
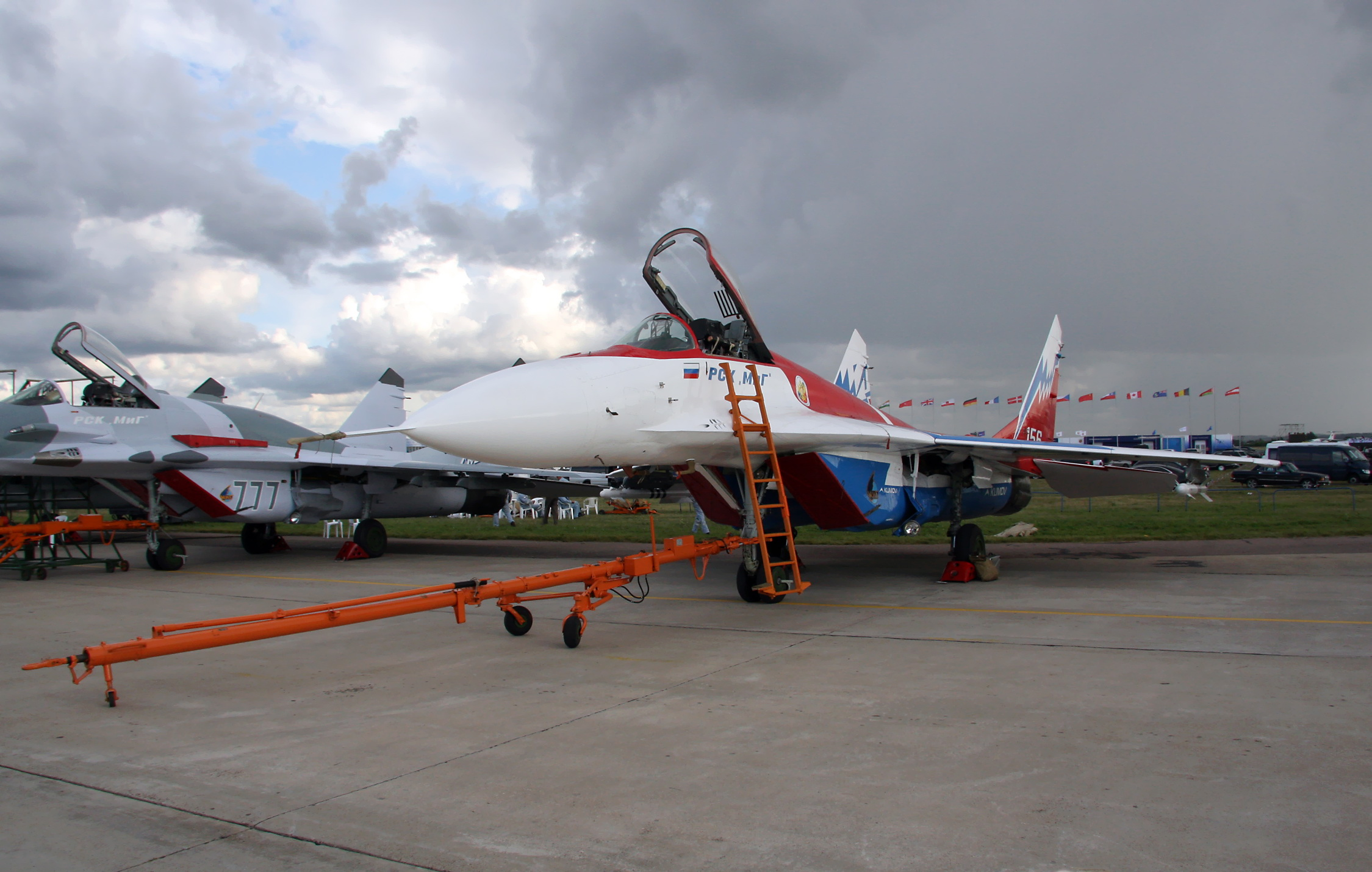
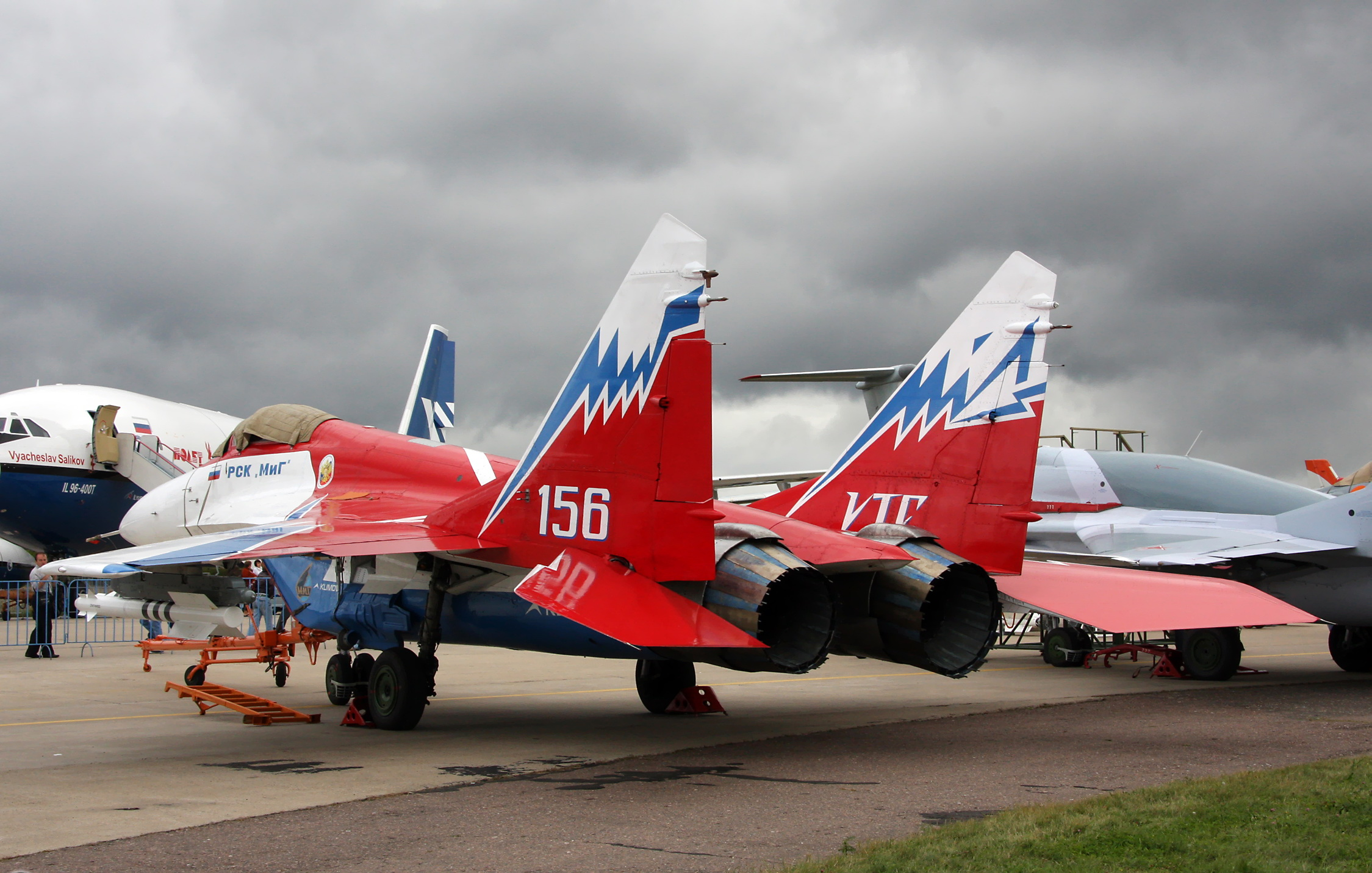
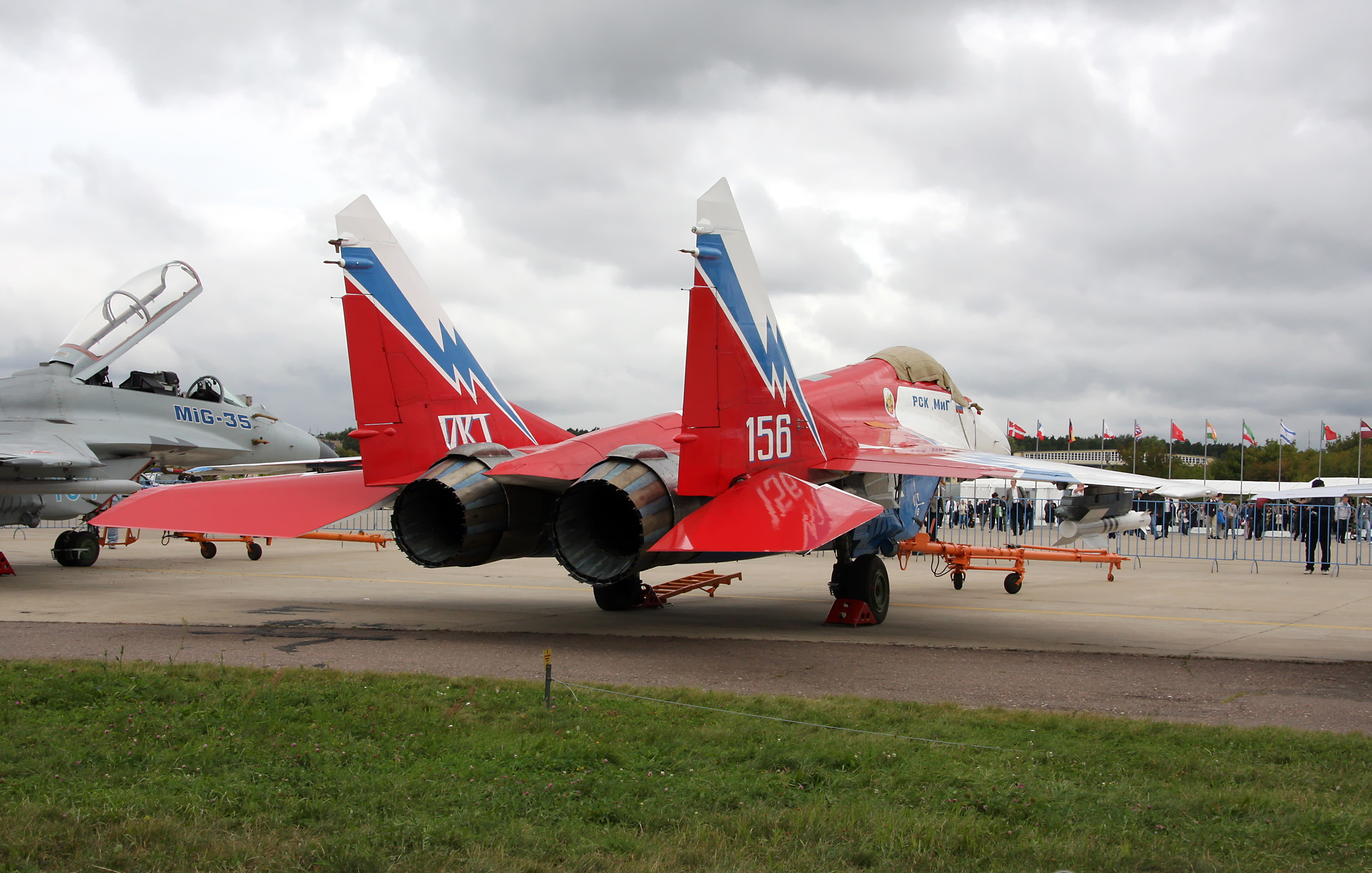
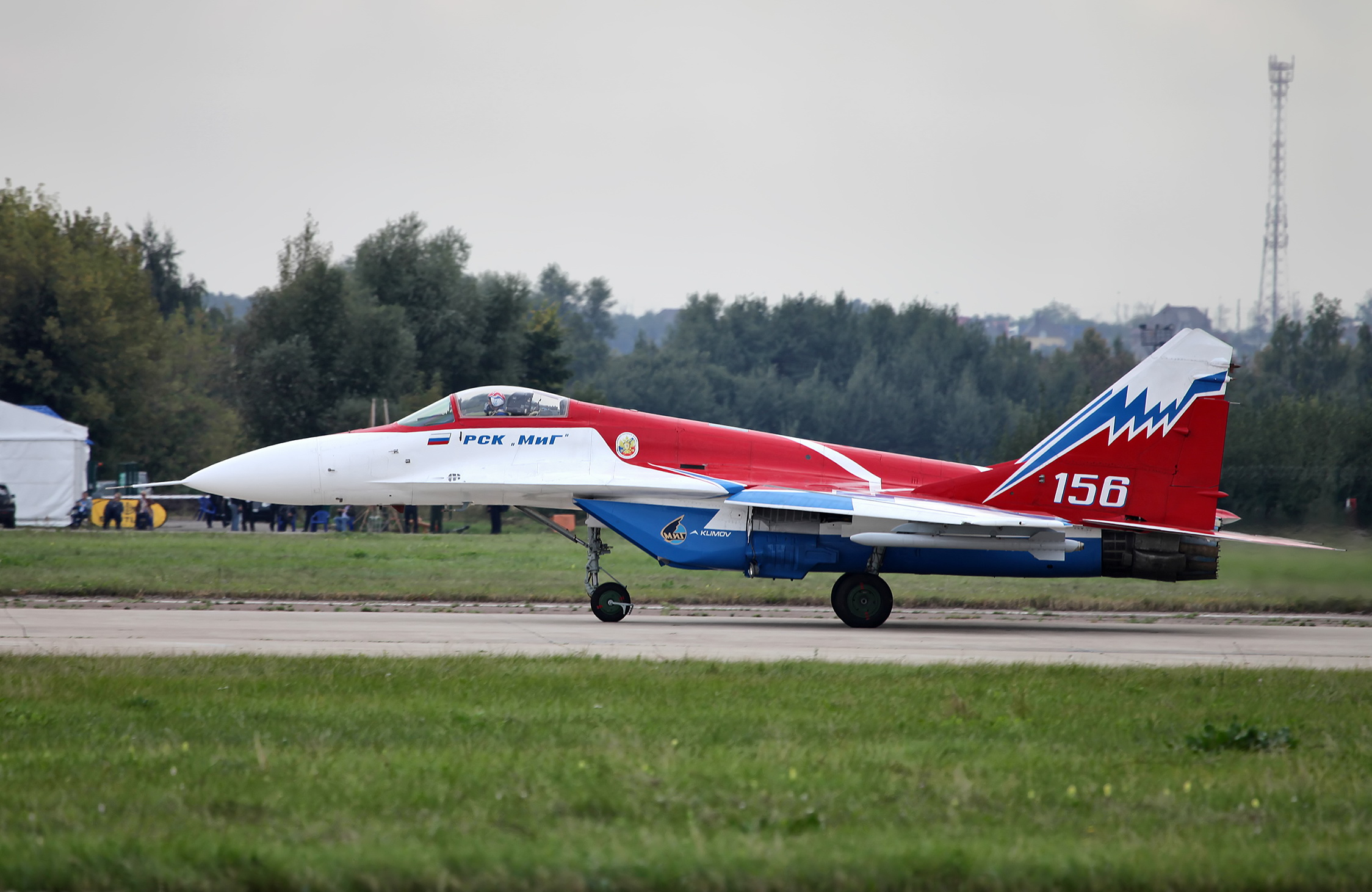
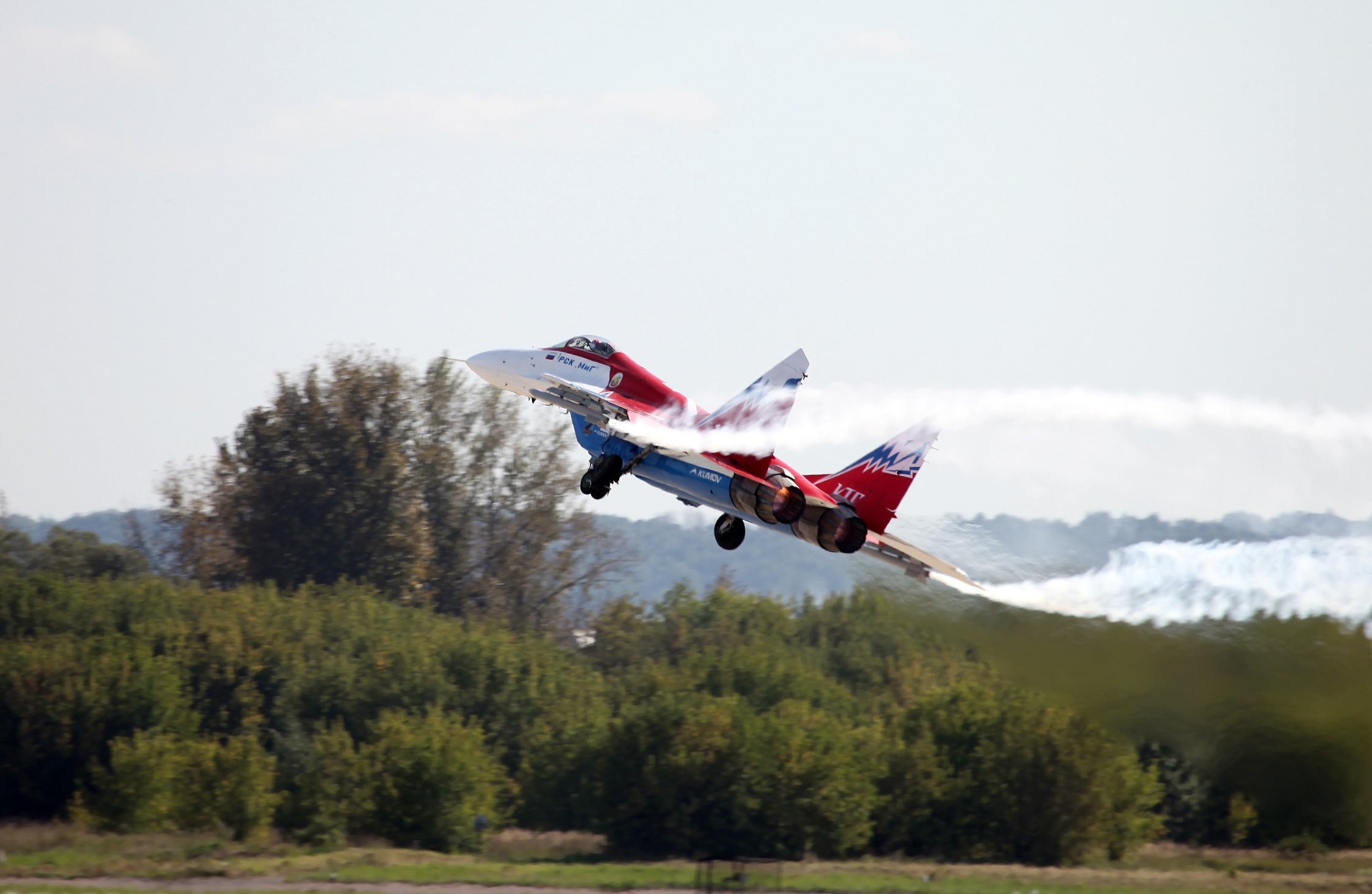
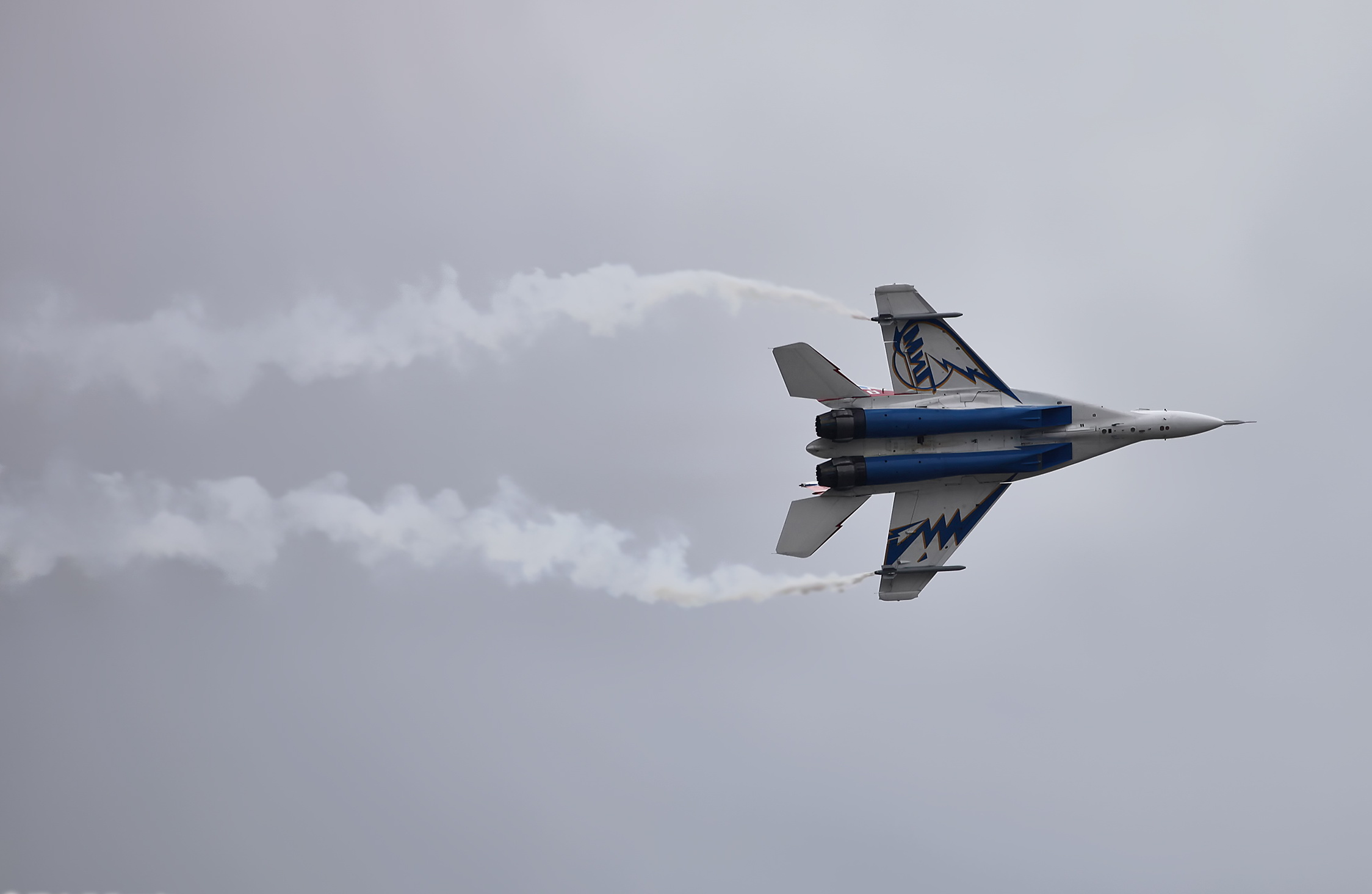
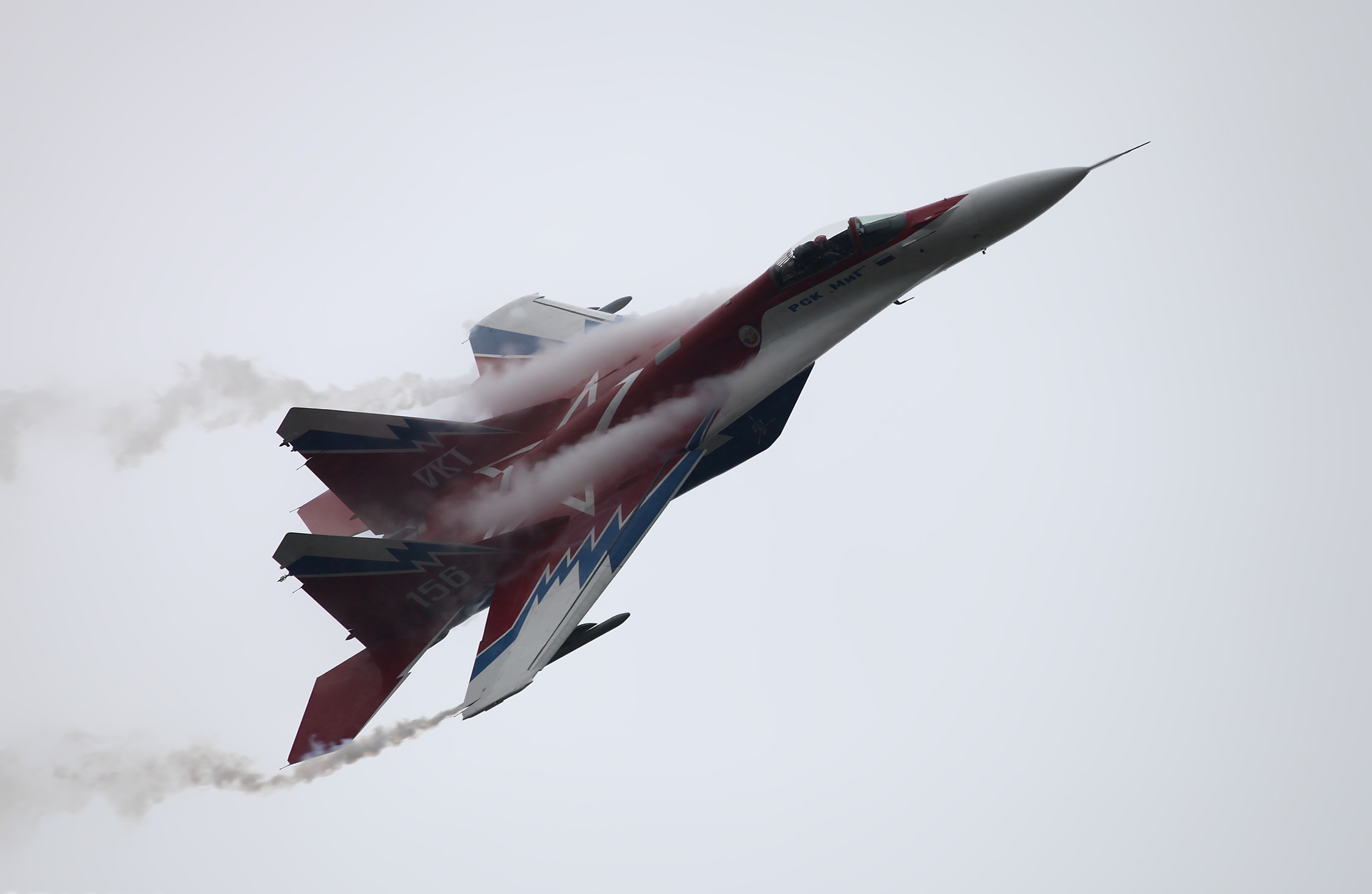
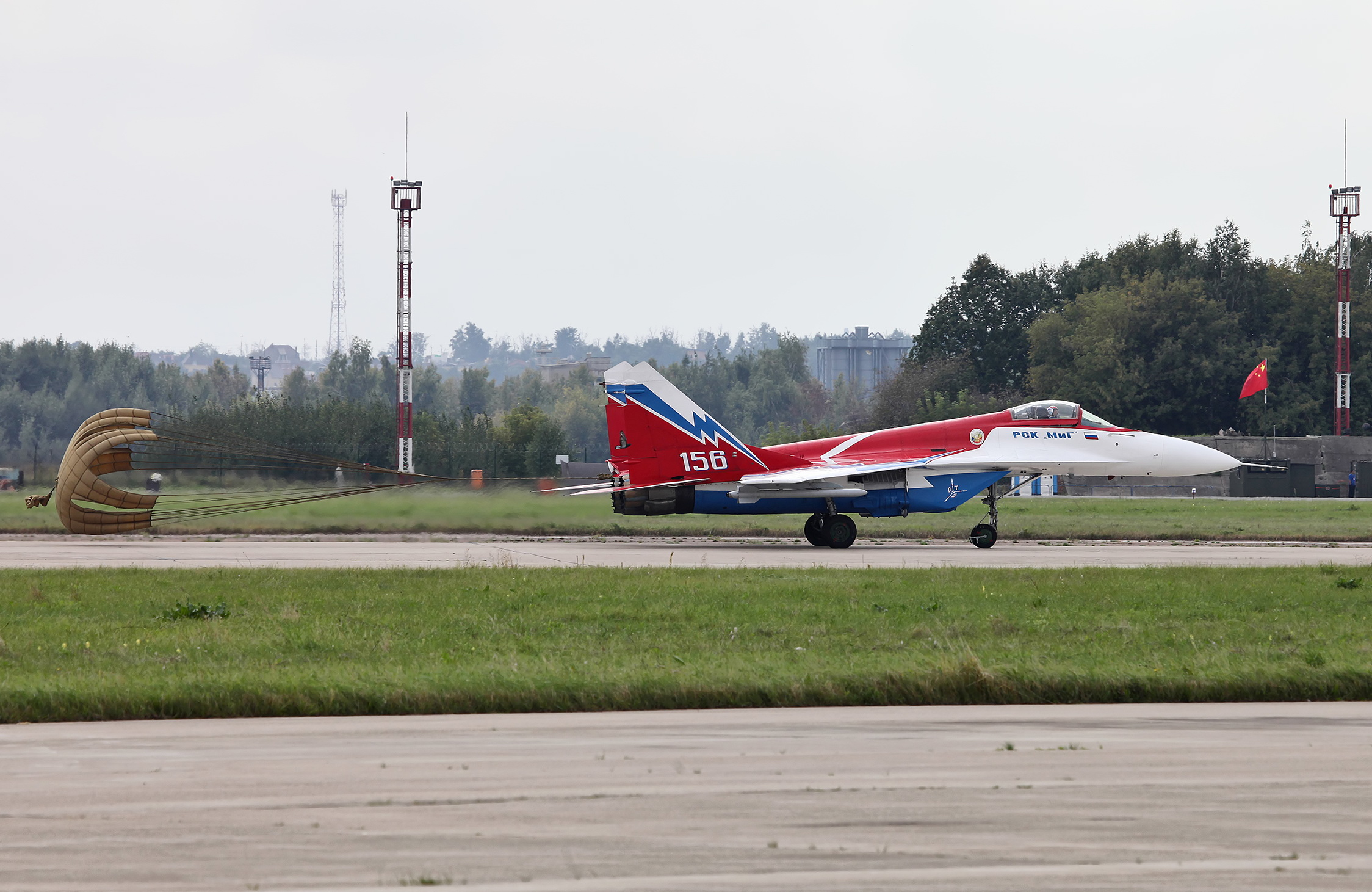

МіГ-29ОВТ на МАКС-2009 і 2013: